# Tajov
Tajov – wieś (obec) na Słowacji położona w kraju bańskobystrzyckim, w powiecie Bańska Bystrzyca. Pierwsze wzmianki o miejscowości pochodzą z roku 1544. 
Według danych z dnia 31 grudnia 2012, wieś zamieszkiwały 573 osoby, w tym 272 kobiety i 301 mężczyzn.
W 2001 roku pod względem narodowości i przynależności etnicznej 97,07% mieszkańców stanowili Słowacy, a 0,68% Czesi.
Ze względu na wyznawaną religię struktura mieszkańców kształtowała się w 2001 roku następująco:
- Katolicy rzymscy – 76,13%
- Grekokatolicy – 0,45%
- Ewangelicy – 6,08%
- Ateiści – 10,81%
- Nie podano – 4,73%

W Tajovie urodzili się:
- Jozef Murgaš (ang. Joseph Murgas; 1864-1929) – słowacki duchowny rzymskokatolicki i fizyk, działający w USA wynalazca w dziedzinie telegrafii bezprzewodowej i radiokomunikacji;

- Jozef Gregor Tajovský (właściwie Jozef Alojz Gregor; 1874-1940) – słowacki prozaik, dramaturg, pisarz, redaktor, nauczyciel, urzędnik, polityk.